# Stanisław Białek
Stanisław Białek (ur. 1953 w Rogoźnie) – pułkownik dyplomowany Wojska Polskiego.

## Życiorys
Stanisław Białek urodził się w 1953, w Rogoźnie, w rodzinie Jerzego. Od 1973 roku w Wojsku Polskim, jako podchorąży Wyższej Szkoły Oficerskiej Wojsk Inżynieryjnych. W 1977 został dowódcą plutonu, a w 1979 dowódcą kompanii saperów 32 pułku zmechanizowanego. Szefem saperów w tym samym 32 pułku zmechanizowanym w 8 Dywizji Zmechanizowanej został w 1982. Od 1985 do 1988 studiował na Wojskowej Akademii Inżynieryjnej w ZSRR. Po ukończeniu Akademii został dowódcą 7 batalionu saperów w 20 Dywizji Pancernej i następnie w roku 1990 dowódcą 2 batalionu saperów w 2 Pomorskiej Dywizji Zmechanizowanej. W okresie od 1992 do 1995 dowodzi 3 pułkiem pontonowym. W 1995 został słuchaczem Podyplomowych Studiów Operacyjno-Strategicznych w Akademii Obrony Narodowej. Dowódcą 5 Brygady Saperów został w 1996 roku. W roku 1997 brygada została wyróżniona w rozkazie dowódcy Pomorskiego Okręgu Wojskowego, jako przodująca jednostka wojskowa okręgu. W 2000 roku przeformował 5 Brygadę Saperów w 5 pułk inżynieryjny, który wszedł w skład Wielonarodowego Korpusu Północno–Wschodniego. Przekazał dowodzenie pułkiem w grudniu 2002 roku, a następnie pełnił obowiązki dowódcy INFOR w Bośni.

## Awanse
- podporucznik – 1978
- major – 1988
- podpułkownik – 1990
- pułkownik – 1996

## Ordery i odznaczenia
- Złoty Krzyż Zasługi - 2 lipca 1997[2]
- Srebrny Krzyż Zasługi
- Złoty Medal „Za zasługi dla obronności kraju”
- Złoty Medal „Siły Zbrojne w Służbie Ojczyzny”
- Srebrny Medal „Za zasługi dla obronności kraju”
- Srebrny Medal „Siły Zbrojne w Służbie Ojczyzny”
- Brązowy Medal „Za zasługi dla obronności kraju”
- Brązowy Medal „Siły Zbrojne w Służbie Ojczyzny”